# خشک‌چشمی
خشکی غیرطبیعی قرنیهٔ چشم که در نتیجهٔ آن قرنیه شفافیت خود را از دست می‌دهد و کراتینی می‌شود را خشک‌چشمی یا زروفتالمی (Xerophthalmia) می‌گویند.
خشک‌چشمی بر اثر کمبود ویتامین آ به وجود می‌آید و دومین بیماری مهم ناشی از سوءتغذیه است. خشک‌چشمی باعث موارد زیر می‌شود:
- تغییرات بافتی ملتحمه، قرنیه و گاهی شبکیه
- مشکلات بیوفیزیکی سلول میله‌ای
- اختلال درعملکرد سلول‌های مخروطی شبکیه

## نشانه‌های چشمی خشک‌چشمی
- شب‌کوری
- خشک شدن ملتحمه
- خشک شدن قرنیه
- زخم و نرم شدن قرنیه
- خشکی بطن چشم

## علت
- بیماریهای روماتیسمی (اسکلرودرمی، سندروم شوگرن، آرتریت روماتویید)
- کمبود ویتامین آ
- تراخم
- افتادگی پلک

## راه‌های پیشگیری
- غنی‌سازی
- خدمات اولیه بهداشتی
- بازتوانی تغذیه